# 国民革命军骑兵
国民革命军骑兵是国民革命军的一个兵种。

## 历史沿革
黄埔军校从第三期开始设立骑兵科。1936年中央陆军军官学校内设“中央陆军骑兵军官教育班” （简称骑教班），班主任胡竞先(黄埔四期)。抗战爆发后，1938年10月迁至甘肃省天水县马跑泉，改称“陆军骑兵军官学校筹备处”。1939年底成立“中央陆军骑兵军官学校”（简称“骑校”），校长蒋介石兼，教育长胡竞先 实际负责校务。1948年胡竞先任中将校长。1949年9月10日撤退至河西走廊的金塔县，栗鼎代表骑校在起义协议上签字。
1931年九一八事变前，全国骑兵共5个师、27个旅，其中中央军2个旅，东北军16个旅，西北军2个师又2个旅，晋军1个师又5个旅，马家军2个师又2个旅。
1935年7月30日遵委员长行营行整一字第一七四号命令，何柱国将原东北骑兵第一至第六师、第一百零五师骑兵团、暂编第十师及原中央骑兵第一、第十一、第十三各旅改编为五个新制骑兵师，计骑兵第三师、第四师、第六师、第七师、第十师。编制为：师属特务连、骑炮连（缓编）、轻高射炮队（缓编）、装甲汽车队（暂编三分之一）、工兵连、通信连；团属骑兵四个连、机关枪连、随伴炮队、通信排。
1940年6月门炳岳任国民政府军事委员会中将骑兵总监，专职训练骑兵。当时国民革命军12个骑兵师，多在大西北第八战区辖区内。1941年为便于骑兵集中训练，骑兵总监部由四川璧山移至兰州，门炳岳亲自编撰《骑兵操典》。
1946年国共内战爆发时，中央军胡宗南部、陶峙岳部各有骑兵2个旅，马步芳有7个旅，马鸿逵有1个师，傅作义有1个师又13个旅。

## 编制序列
抗战前国民革命军骑兵有9师、5旅、3团。1945年编制为：
- 骑兵军
  - 骑兵第一军：以晋军骑兵指挥部改编，军长赵承绶（1937年8月31日）/白濡青（保定军校第五期，1939年7月）/温怀光（北方军官学校第一期骑兵科，1940年7月）/沈瑞（代，1943年7月），辖骑兵第1、第2、第4师、第3、第5纵队，阎锡山第二战区嫡系。
  - 骑兵第二军：1935年8月张学良将东北军骑兵指挥部所辖7个骑兵师及蒋介石调派的中央骑兵组建东北军骑兵军，隶属西北剿匪总司令部，何柱国为骑兵军军长。抗战后以骑兵第3师为基干部队，组建骑兵第二军，军长何柱国（[保定军校]]第六期，1937年8月31日），副军长郭希鹏，隶属第二战区参加忻口会战。退据陕北神木、府谷。1939年7月转隶第八战区，骑兵第6师（师长王照堃）、步兵旅（旅长孟绍周）编入。1941年12月隶属鲁苏皖豫边区第15集团军（总司令何柱国），徐梁（保定军校第8期骑兵科，1941年5月6日）升任军长，副军长郭希鹏、安俊才。1940年冬季攻势作战中受损，把骑兵第6师编入骑兵第3师，第九十二军暂14师（师长廖运泽，黄埔一期）调入。1943年10月徐梁升任第15集团军副总司令，廖运泽继任军长，安俊才、王照堃任副军长。后改属第一战区副司令长官汤恩伯部、第十战区。抗战胜利后，骑兵第3师裁撤，暂编第14师改隶属第九军。
  - 骑兵第三军：第二十九军骑兵第9师为基础组建，军长郑大章（1937年8月31日-1938年）。1941年1月21日绥东骑兵司令部改编重建，军长郭希鹏，辖骑兵第9、第10师。1943年9月28日军长贺光谦（黄埔一期），辖骑兵第7、9师，隶属第八战区，驻防陕西陇县。
  - 骑兵第四军：军长檀自新（1937年8月31日-1938年）。1942年8月重建，军长董其武/袁庆荣（1944年1月18日）。辖新编骑兵第3、第4师。隶属第八战区副司令长官傅作义部。
  - 骑兵第五军：军长马步青（1937年9月8日）/马呈祥（代理，1943年12月13日），辖骑兵第5师、暂编骑兵第1师。青马部队，隶属第八战区。1944年调入新疆镇压三区革命。1949年9月参加新疆和平解放。
  - 骑兵第六军：以国民革命军骑兵第七师（中央嫡系）组建。军长门炳岳（保定军校第一期骑科，1937年10月17日-1939年2月）。隶属第八战区。1937年9月首战商都告捷，门炳岳获抗战以来第一枚“青天白日勋章”。1937年11月，门炳岳任骑兵第六军军长兼包西防守司令、绥西警备司令、兼骑兵第七师师长。1939年10月重建恢复，1940年6月18日裁撤。
  - 东北挺进军：军总司令马占山，辖骑兵第6师、新编骑兵第3、第5师，暂编第1、第2、第3旅，及独立骑兵第1、第2团，隶属第八战区。1940年整编后辖新骑5师、新骑6师。
- 骑兵师
  - 骑兵第1师：师长彭毓斌，属骑一军赵承绶；
  - 骑兵第2师：师长孙长胜，属骑一军赵承绶；
  - 骑兵第3师：1935年8月以原骑兵第1师全部、骑兵第3师一部和第—O五师骑兵团整编而成，以原骑兵第4师师长郭希鹏任师长，原骑兵第1师师长张诚德任副师长，张志恒为参谋长。辖骑兵第7、第8、第9团。原骑兵第三师选编一团后之余部编为骑兵第七团，陳大章为团长。第一百零五师骑兵团及第二师选编一团后之余部，编为第八团，徐长熙为团长。骑兵第一师编为第九团，张甲清为团长。1937年春，郭希鹏升任骑兵军副军长，骑兵第4师副师长徐梁接任师长。后王照堃任师长。属骑二军何柱国部。1939年-1941年隶属青马第八十二军。1941年调归暂编第三军。
  - 骑兵第4师：1935年8月以原骑兵第3师一部和第4师全部编成，以原骑兵第3师师长王奇峰任师长，刘钟林为参谋长。原第三师选编之一团为第十团，以王照堃为团长。原骑兵第4师保留第十一团，徐明山为团长；保留第十二团，向瑞林为团长。编入骑兵军后，第十团调至陕甘，余驻河北大名县，受驻豫绥靖公署指挥。抗战爆发后隶属第九十七军朱怀冰部。因战马损失无法补充，1939年4月骑兵第4师改番号为新编第24师师长张东凯。
  - 骑兵第5师：师长马步青（兼），属骑五军；
  - 骑兵第6师（1）：1935年8月原骑兵第2、第5、第6师各一部编成。以第五师师部为基干编为第六师师部。以原骑兵第6师师长白凤翔任师长，原骑兵第5师师长李福和任副师长，李昶熙为参谋长。以第二师选编之团为第十六团，以董源彰为团长。以原第五师所属之两团编为第十七团，以李崇忠为团长。以原第六师编为第十八团，刘桂武为团长。调驻甘肃，围堵红军长征。1937年初，白凤翔、李福和调出，刘桂五任师长，王照堃任副师长。辖两个骑兵团，一个步兵团。1937年8月调隶东北挺进军马占山部。1938年4月23日王照堃升任师长。后归建骑兵第二军。1941年撤销番号，编入骑兵第3师。
  - 骑兵第6师（2）：1938年春第二十二军布防在达拉特旗滩上负责一线河防的五个游击支队，陆续撤回，1942年4月与第86师骑兵团合编为骑兵第6师，师长左世允/胡景通，属第二十二军高双成。1946年10月胡景铎发动横山起义，改编为中共领导的西北民主联军骑兵第6师。
  - 骑兵第7师：1935年7月，以中央军嫡系骑兵第1旅（旅长章鸿春）、骑兵第11旅（旅长蒋侃如）、骑兵第13旅（旅长刘凤岐）编成。原第一旅为基干新编为第七师师部，调行营高级参谋门炳岳任师长，以原第13旅旅长刘凤岐任副师长，肖克威为参谋长。以原第一旅编为第七师所属之第十九团，以胡竞先为团长。以原第一旅编师部之余部编为第二十团，以张植豫为团长。以第十三旅编为第二十一团，以张春芳为团长。1936年11月该师北上援助绥远抗战，归傅作义指挥。后朱巨林（黄埔六期骑兵科，1940年12月）继任师长。
  - 骑兵第8师：1941年组建，青马部队。第1旅来自马步芳的海南警卫旅，第2旅来自马步青的骑兵第五军。师长马彪/马步康（1945年1月）。属骑二军徐梁。1945年自徐州返回西安，与驻扎洛川的暂骑二师会合后返回甘肃永登，在此被改编为国防部直属独立骑兵第五团，也就是陇东战斗出现过的独骑五团，团长为骑八师师长马步康。这个团在1948年秋天作为第三团补充进了整骑八旅。
  - 骑兵第9师：第二十九军骑兵第9师。师长郑大章（兼），辖骑兵两旅六团。属骑三军。1938年5月撤销。后重建，师长张德顺，属第六十九军石友三，后属第七十七军冯治安。1941年初在绥远重建，师长李春荣/张占魁，属骑三军郭希鹏；
  - 骑兵第10师（1）：以暂编骑兵第10师全部和骑兵第2师一部编成。原暂编骑兵第10师师长檀自新为师长，副师长汲绍岚，由原二十二旅旅长李世绩暂代张廼谦为参谋长。以原第二十一旅编为第二十八团，以王宇疆为团长。以二十二旅编为第二十九团，以张景魁为团长。以二十三旅编为第三十团，以张庆第为团长。西安事变发生后，1937年2月3日檀在蒲城县叛张投蒋，调至河南。抗战爆发后组建骑兵第四军，仅辖该师。
  - 骑兵第10师（2）：中央军嫡系骑兵。1941年组建，师长谭辅烈，属骑三军郭希鹏。1942年8月重建，师长陈廷生，属第九十一军韩锡侯。
  - 骑兵第11师：1941年组建，师长吴熙志，属第八战区傅作义；
  - 骑兵第12师：1945年组建，师长张希良，属第八战区傅作义。
  - 新编骑兵第1师：新疆骑兵。师长崔颖春/蒋德玉（1944年1月），属第八战区副司令长官盛世才部；
  - 新编骑兵第2师：新疆骑兵。师长宛凌云/向超中，属第八战区副司令长官盛世才部；
  - 新编骑兵第3师：伪蒙军第二师（师长尹宝山）井得泉第六团于1937年9月商都战斗反正。师长井得泉/杜文若。副师长朱子文。属东北挺进军马占山。1942年8月重建，师长刘万春，属骑四军董其武；
  - 新编骑兵第4师：1938年3月伪蒙军反正，师长石玉山，属骑六军门炳岳。1942年8月重建，师长王宪章，属骑四军董其武；
  - 新编骑兵第5师：1938年4月凉城反正的伪蒙军第一军第三师第七团慕新亚部。反正前辖4个骑兵连和1个重机枪迫击炮连，装备与被服优质。反正后该师成为东北挺进军主力。1939年1月整编，师长慕新亚，属东北挺进军马占山；
  - 新编骑兵第6师：1941年9月由暂编骑兵第12旅、独立第12旅和骑兵第五团合编而成。师长马占山兼/吕纪化（温州平阳人，黄埔六期骑兵科，1943年7月），属东北挺进军马占山；
  - 新编骑兵第7师：师长白海风，属骑三军郭希鹏，后改骑兵第9师，属第一战区。
  - 暂编骑兵第1师：1941年5月组建，师长马彪，青马部队。辖3个旅，共8000余人。后改骑兵第8师
  - 暂编骑兵第2师：1941年5月组建，师长马禄，青马部队。
- 整编骑兵师：
  - 整编骑兵第1师：1946年10月，骑兵第五军改为整编骑兵第1师（师长马呈祥），新编骑兵第5师改编为整编骑兵第6旅（韩荣福），暂编骑兵第1师改编为整编骑兵第7旅（韩有文）。每旅2个团，每团约一千人。另有一个直属团、两个直属连（警卫连、通讯连），官兵数量将近一万人，军马一万两千多匹[4]。
- 整编骑兵旅：1946年保留的骑兵师改为整编骑兵旅
  - 整编骑兵第1旅：1946年骑七师缩编为整编骑1旅，驻防甘肃静宁。旅长陈陶（黄埔六期骑兵科），副旅长张荣甲（黄埔六期骑兵科）。1947年11月，华野四纵参加陇海路破袭战，在官亭歼灭整编骑兵第1旅3700余人。1948年底隶属邱清泉第二兵团参加淮海战役，徐东阻击战杜聿明亲自指挥第七十军第74师、整编骑兵第1旅、第十二军一部增援第七十四军。后旅长张荣甲，副旅长吕雅堂。
  - 整编骑兵第2旅：马占山东北挺进军新编骑兵第6师等部改编，隶属张垣绥靖公署。旅长吕纪化（温州平阳人，黄埔六期骑兵科）。
  - 整编骑兵第4旅：1947年5月，原盛世才的骑兵第一师整编为“整编骑兵第4旅”，旅部驻新疆莎车，隶属整编第42师（师长赵锡光中将兼南疆警备司令）。旅长唐井然（军统分子）、副旅长邓文渊少将和赵汉奇上校，参谋长田履青上校，骑兵第7团驻莎车，团长赵汉奇上校兼任，副团长芦玉鹏和洪亚东。第8团。
  - 整编骑兵第5旅：1946年11月成立。旅长卫景林，副旅长王孝模。绥远和平解放时，旅长安恩达，副旅长景彦清，参谋长崔春宣。
  - 整编骑兵第6旅：1946年10月，骑兵第五军改为整编骑兵第1师（师长马呈祥），新编骑兵第5师改编为整编骑兵第6旅（韩荣福）。
  - 整编骑兵第7旅：1946年10月，骑兵第五军改为整编骑兵第1师（师长马呈祥），暂编骑兵第1师改编为整编骑兵第7旅（韩有文）。
  - 整编骑兵第8旅：青海马家军。旅长马步銮
  - 整编骑兵第9旅：旅长张凤仪。该旅由骑10师一部与盛世才新疆骑兵的新骑2师改编，1947年3月编入整编第23师。1948年8月拨隶新疆警备总司令部。
  - 整编骑兵第10旅：旅长乌迈尔。驻南疆某地。
  - 整编骑兵第11旅：平津战役向张北突围时，旅长胡逢泰，副旅长郁复义。绥远和平起义时，旅长陈秉义中将，副旅长白风藻少将，参谋长李兴久上校，第22团团长王绳武。起义后改编入中国人民解放军骑兵第4师。
  - 整编骑兵第12旅：旅长鄂友三，副旅长郭熙智，参谋长李任光，第23团团长李存英。起义后改编入中国人民解放军骑兵第4师。
  - 整编骑兵第13旅：傅作义系新编骑兵第4师等部改编。旅长高理亭中将，少将副旅长田绥民（黄埔十期步科），副旅长傅观兰上校，参谋长张希孟。暂2团团长杨作舟。驻绥远。1949年9月19日绥远和平解放后，改编为中国人民解放军第三十六军骑兵旅，田绥民任副旅长。后绥远起义部队改编为第23兵团，开出绥远进行整训，准备抗美援朝。骑兵改为步兵，该旅编入第107师。1952年从朝鲜回国后，部队改编为中国人民解放军建筑工程第二师。1955年全师集体转业为中华人民共和国建筑工程部华北联合企业公司驻包头的第二工程局，从事国家重点工程、工厂建设。
  - 整编骑兵第14旅：青海马家军。抽调第八十二军各步兵师所属的骑兵团编成，战斗力很强。旅长马成贤。1949年7月下旬在陕西省陇县固关战斗被解放军第一师歼灭。